# 南京菲亚特
南京菲亚特汽车有限公司是一家中外合资企业，位于中华人民共和国南京市江宁区经济技术开发区。该公司成立于1999年4月，由菲亚特汽车公司与南京汽车集团合资成立，投资额为30亿元人民币。南京菲亚特倒闭前每年为中国市场生产约30,000至35,000辆汽车。

## 历史
生产于2001年11月开始，首先推出的是菲亚特Palio 。随后，菲亚特Siena于2002年9月上市，菲亚特Palio Weekend和菲亚特Doblò于2003年6月上市。菲亚特Perla于2006年7月开始生产，也是南京菲亚特推出的最后一款车型。另一款车型菲亚特Linea由南京菲亚特、Tofaş A.Ş以及菲亚特巴西有限公司合作开发，该车原定于2006年11月上市，但由于南京汽车集团被迫在年底前停止该车生产，因此未能上市，因此双方的合作正式终止。2006年10月，菲亚特终止了其在中国工厂的生产。南京菲亚特被英国罗孚集团的中国继任者荣威所取代。
南京菲亚特的大部分设备于2008年被众泰收购。众泰于2009年开始生产菲亚特Multipla，即众泰朗悦M300，并于2011年开始生产Palio/Siena的升级版，即众泰Z200 
2012年7月，菲亚特成立了一家新的中国合资企业。该公司名为广汽菲亚特汽车有限公司，但同样由于持续亏损，已于2022年申请破产。

## 产品

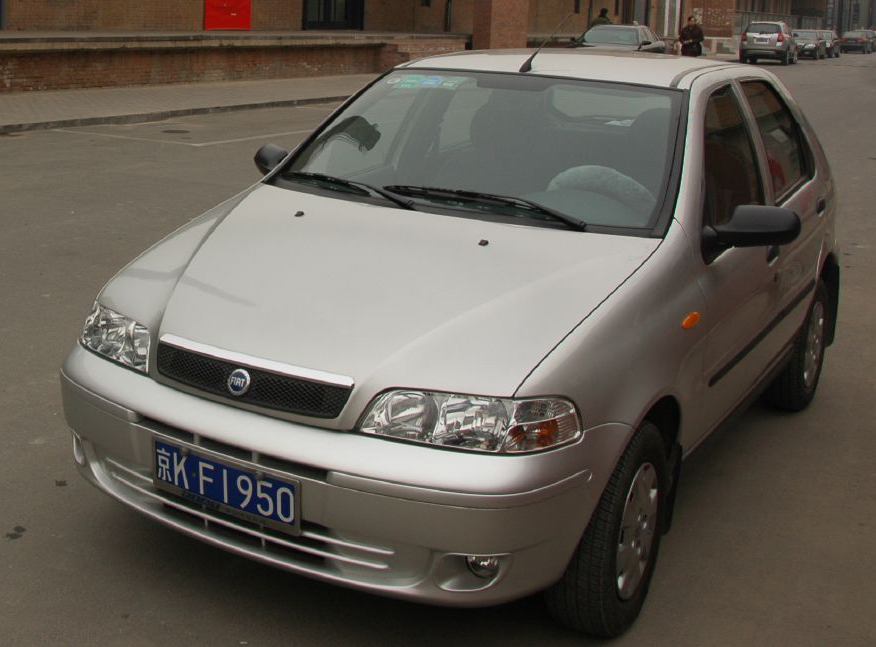
菲亚特派力奥 2001年11月至2006年10月
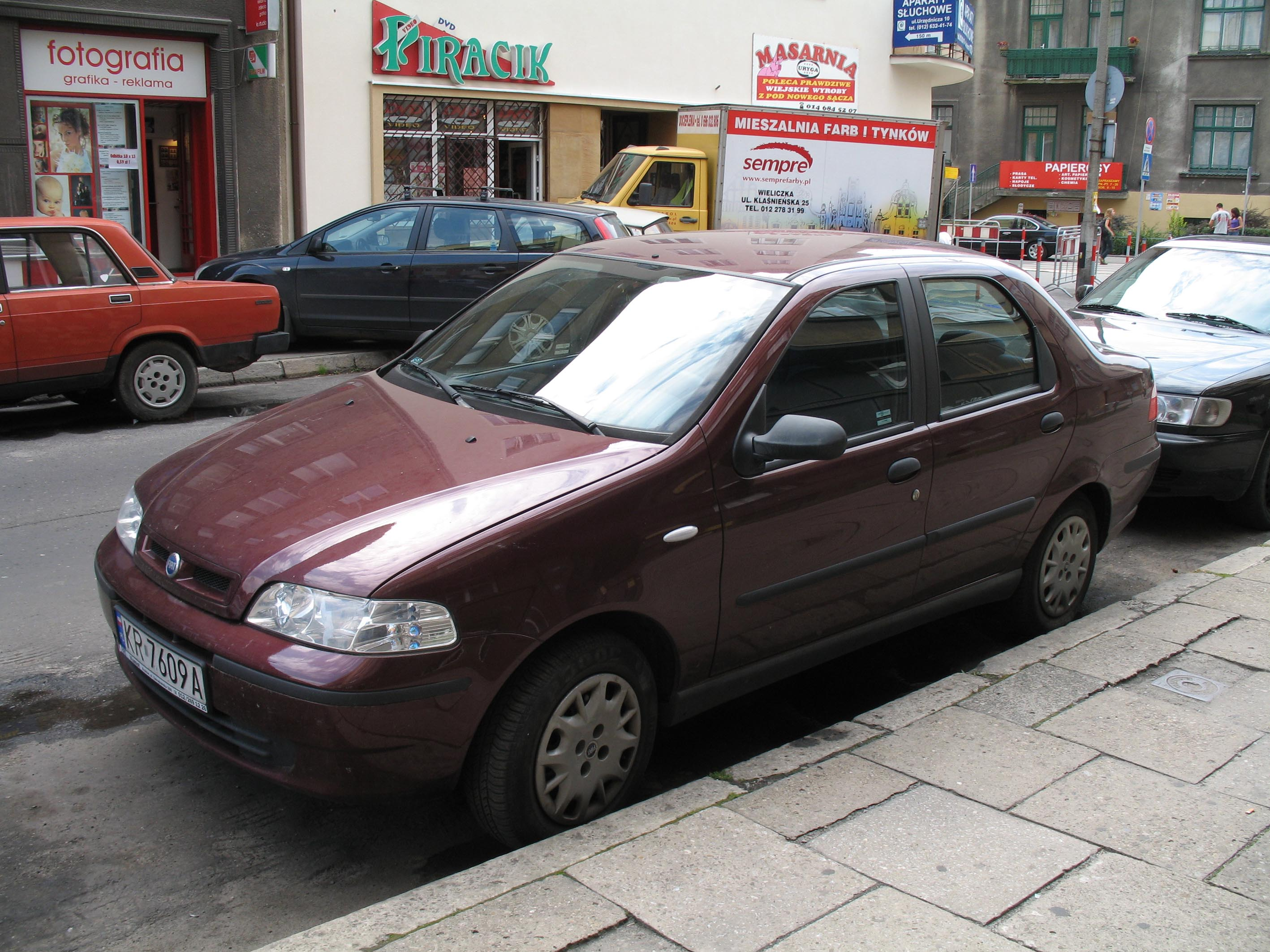
菲亚特西耶那 2002年9月至2006年10月
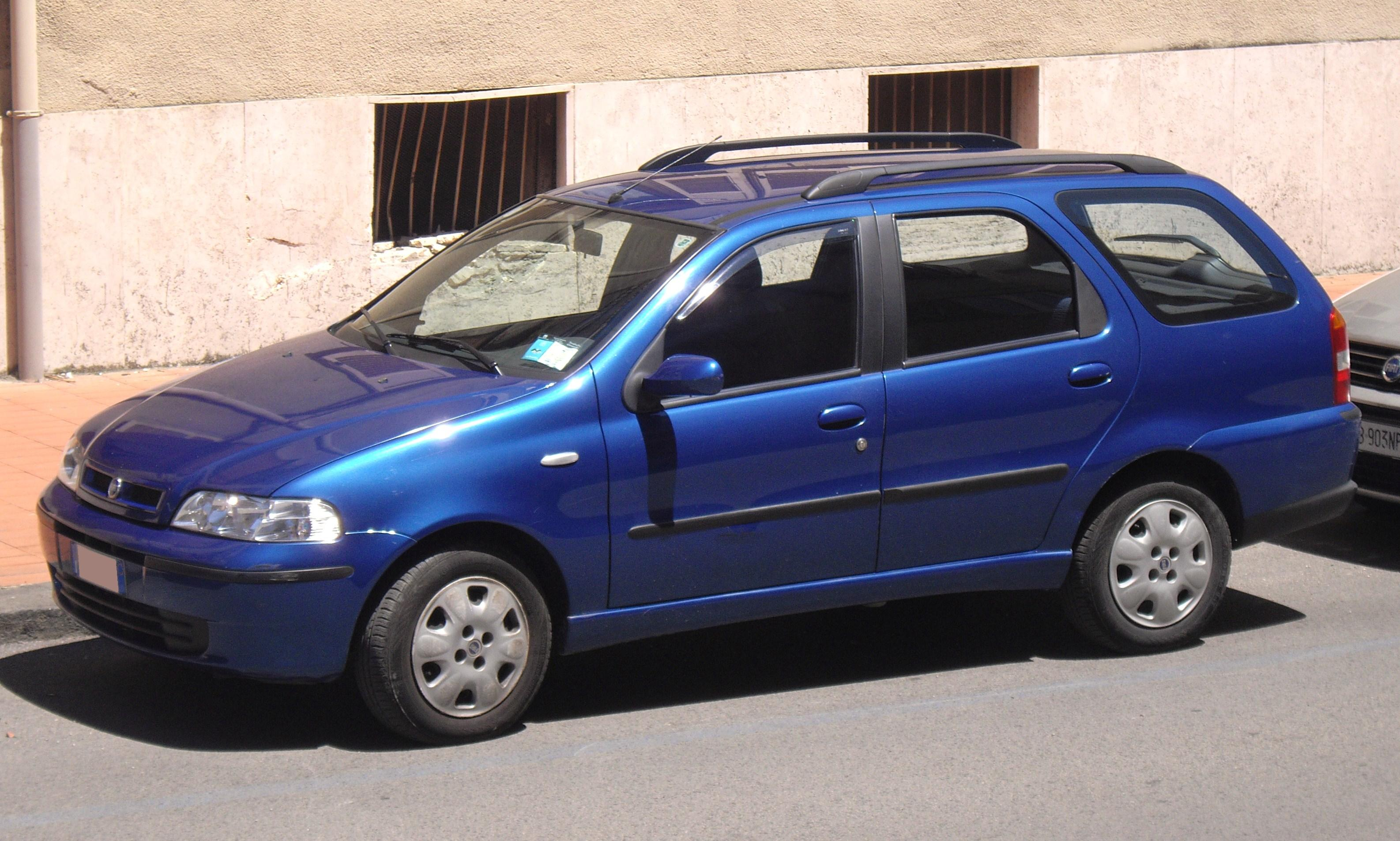
菲亚特派力奥 2003年6月至2006年10月
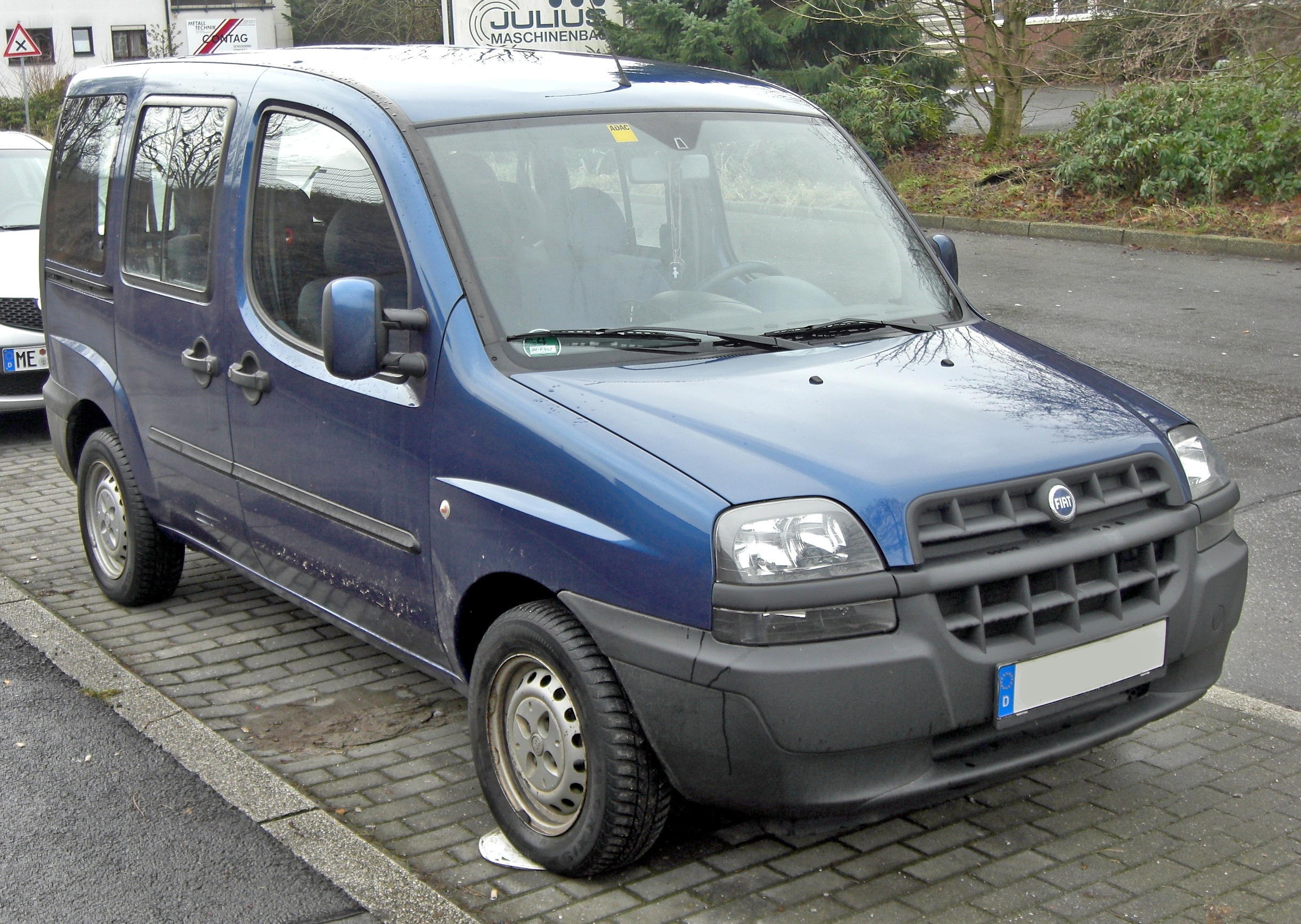
菲亚特多宝 2003年6月至2006年10月
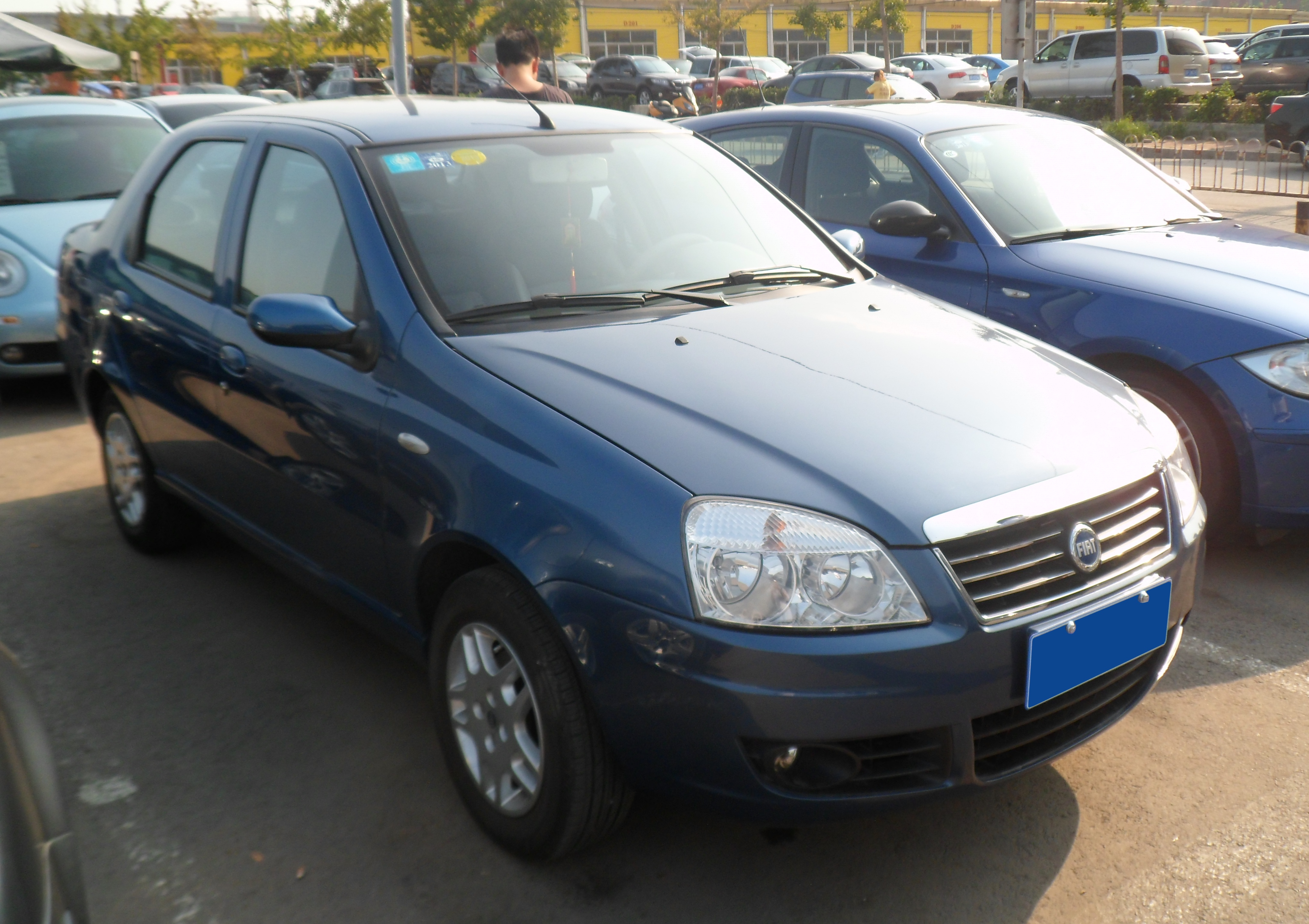
菲亚特派朗 2006年7月至2006年10月
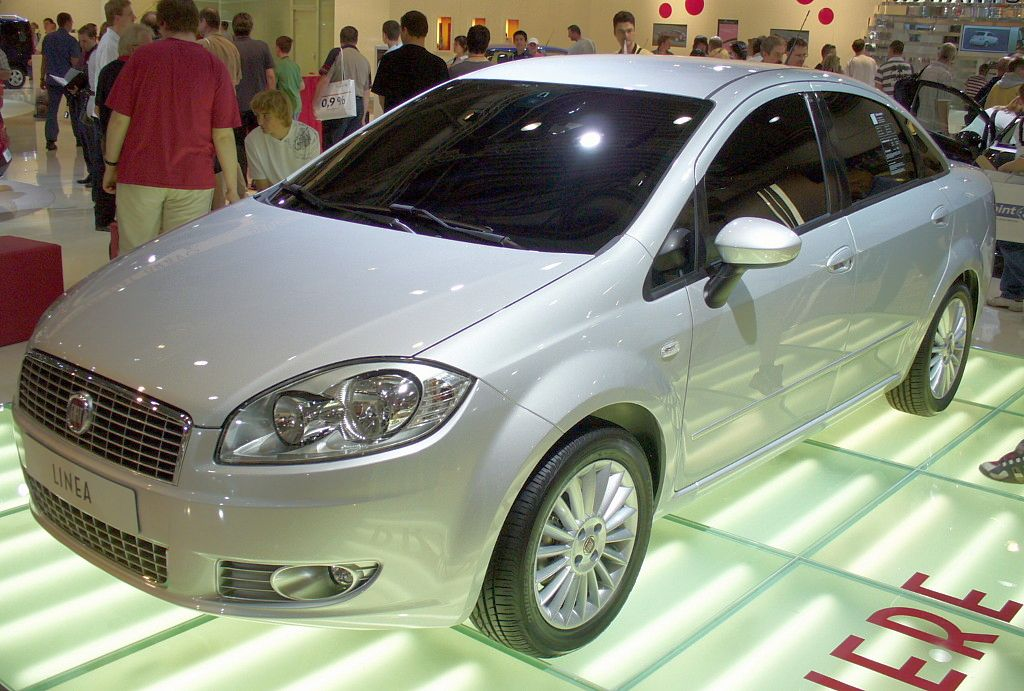
菲亚特領雅 从未投入生产